# Lista de municípios brasileiros de maior altitude por estado
Esta é a lista de localidades brasileiras mais altas em cada unidade federativa por sede municipal. 

## Classificação

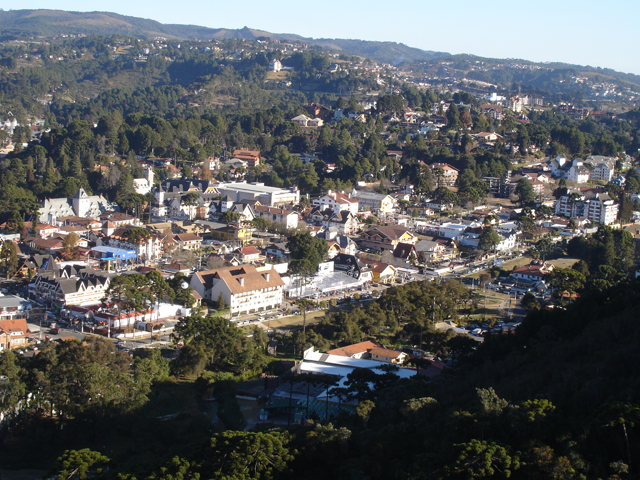
Campos do Jordão (SP)

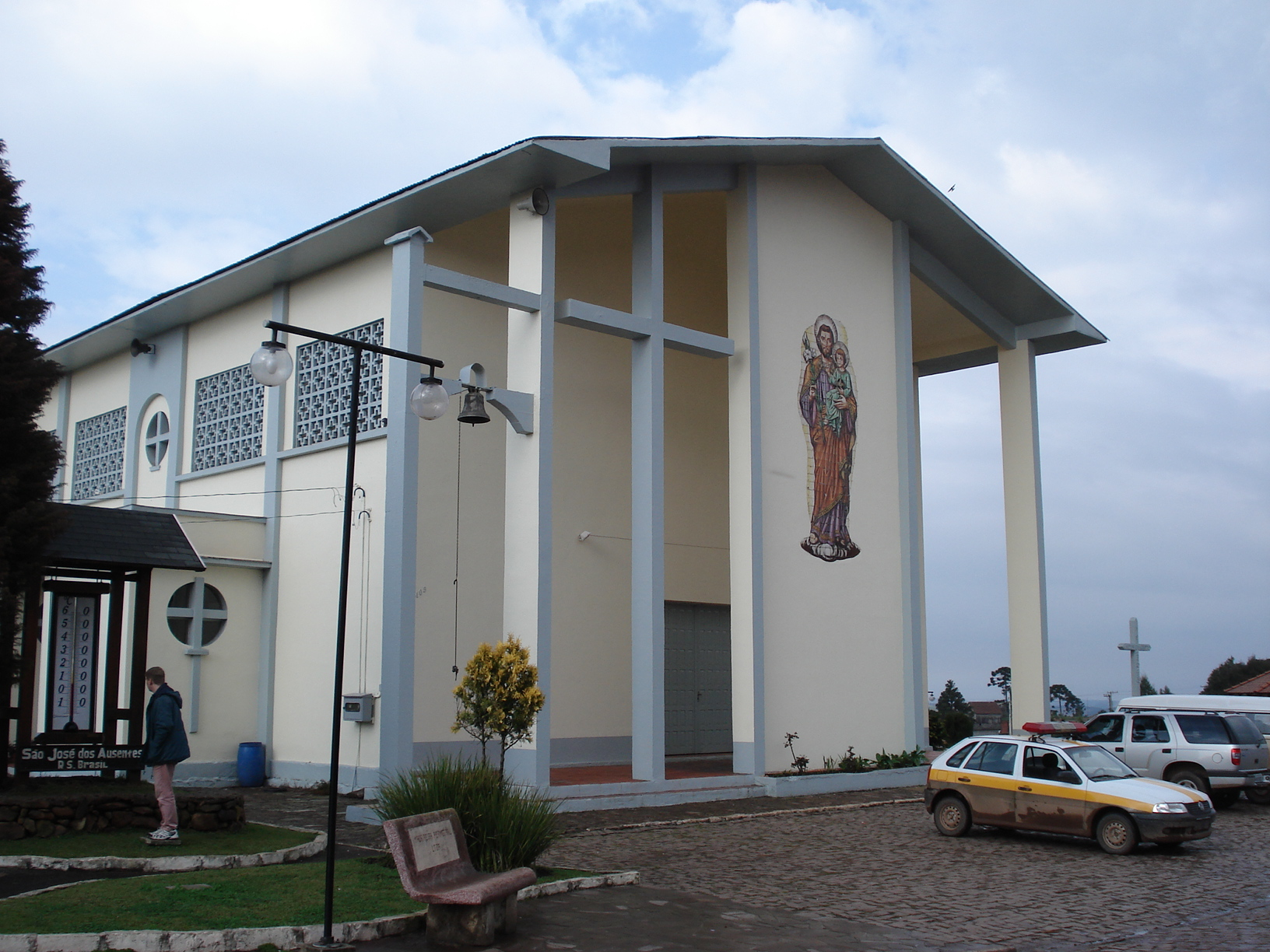
São José dos Ausentes (RS)

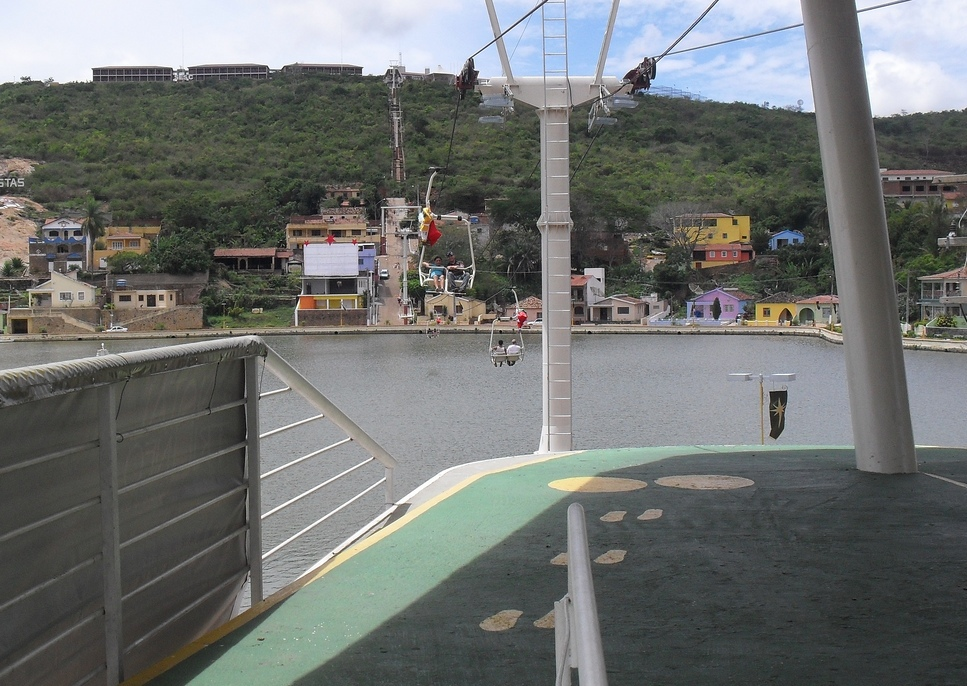
Triunfo (PE)

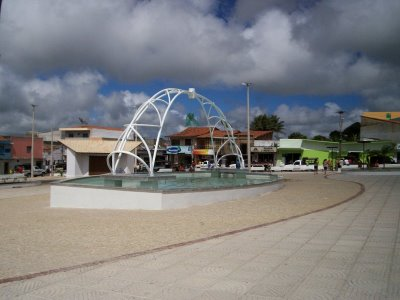
Guaraciaba do Norte (CE)

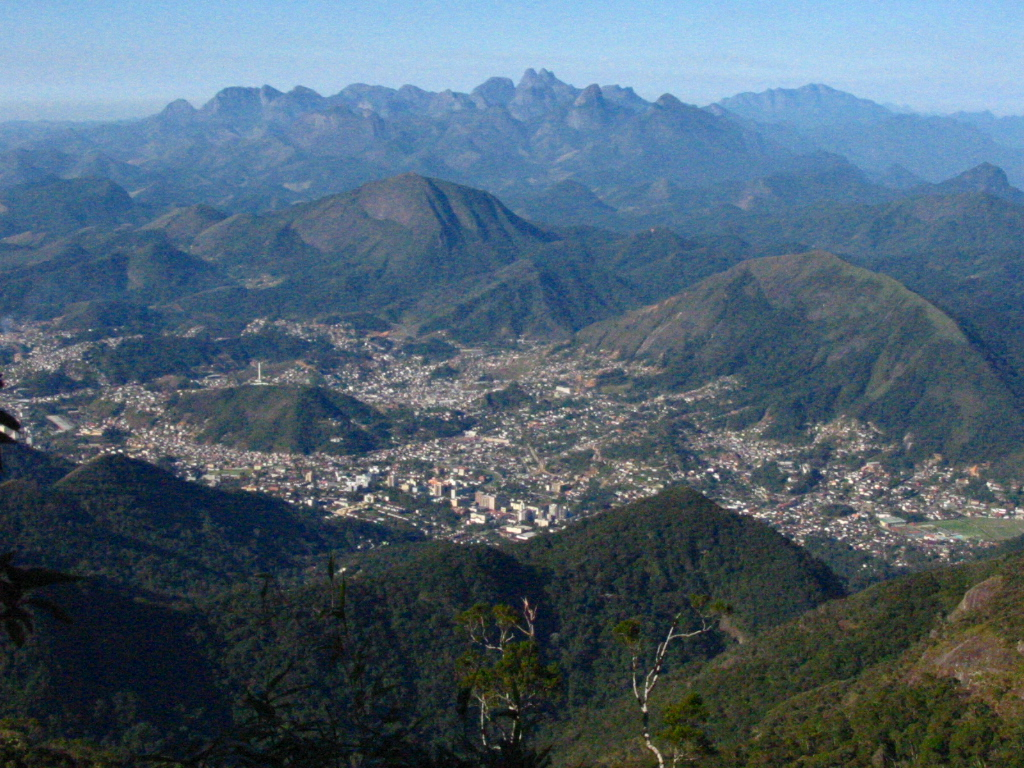
Teresópolis (RJ)

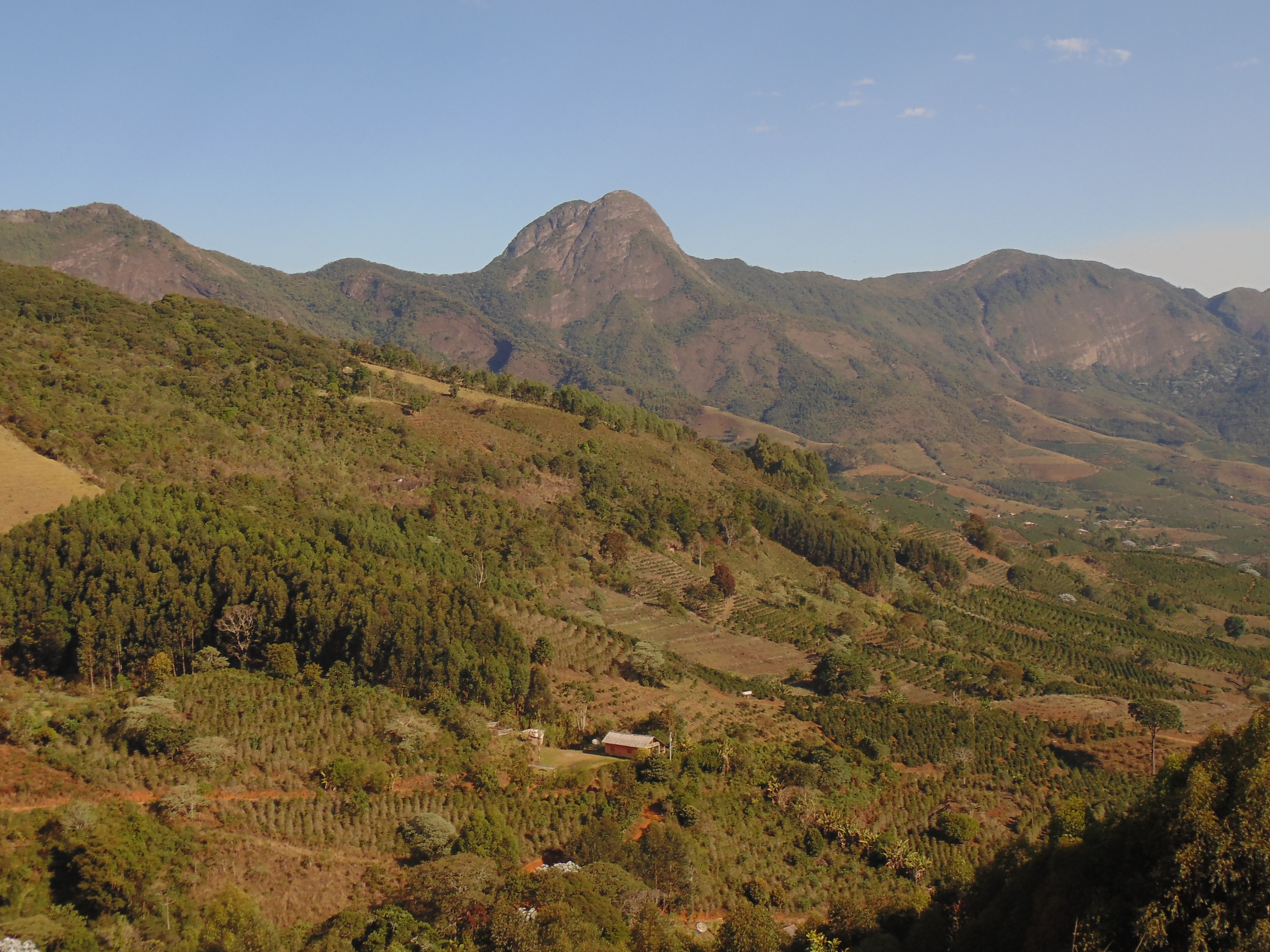
Dores do Rio Preto (ES)

Para efeitos desta classificação, é contada a altitude da sede do município, desconsiderando-se as localidades mais altas fora da sede e os morros que ficam na zona rural, na medida em que os valores de tais localidades levariam a enormes distorções. Segue abaixo a relação por estado, listado em ordem alfabética.
| Unidade federativa  | Localidade              | Altitude (m) | Latitude  | Longitude | Coord. |
| ------------------- | ----------------------- | ------------ | --------- | --------- | ------ |
| Acre                | Jordão                  | 342,79       | 09° 26' S | 71° 53' W |        |
| Alagoas             | Mata Grande             | 618,84       | 09° 07' S | 37° 43' W |        |
| Amapá               | Serra do Navio          | 152,00       | 00° 53' N | 52° 00' W |        |
| Amazonas            | Guajará                 | 180,73       | 07° 32' S | 72° 35' W |        |
| Bahia               | Piatã                   | 1 271,27     | 13° 08' S | 41° 47' W |        |
| Ceará               | Guaraciaba do Norte     | 934,12       | 04° 10' S | 40° 44' W |        |
| Espírito Santo      | Dores do Rio Preto      | 767,50       | 20° 41' S | 41° 50' W |        |
| Goiás               | Alto Paraíso de Goiás   | 1 211,67     | 14° 07' S | 47° 30' W |        |
| Maranhão            | Sucupira do Norte       | 479,80       | 06° 28' S | 44° 11' W |        |
| Mato Grosso         | Alto Taquari            | 875,69       | 17° 49' S | 53° 16' W |        |
| Mato Grosso do Sul  | Chapadão do Sul         | 819,00       | 18° 47' S | 52° 37' W |        |
| Minas Gerais        | Senador Amaral          | 1 480,52     | 22° 35' S | 46° 10' W |        |
| Pará                | Bannach                 | 390,68       | 07° 20' S | 50° 23' W |        |
| Paraíba             | Matureia                | 817,62       | 07° 16' S | 37° 21' W |        |
| Paraná              | Inácio Martins          | 1 220,09     | 25° 34' S | 51° 04' W |        |
| Pernambuco          | Triunfo                 | 1 010,03     | 07° 50' S | 38° 06' W |        |
| Piauí               | Marcolândia             | 784,76       | 07° 26' S | 40° 39' W |        |
| Rio de Janeiro      | Teresópolis             | 877,59       | 22° 24' S | 42° 57' W |        |
| Rio Grande do Norte | Tenente Laurentino Cruz | 738,05       | 06° 08' S | 36° 43' W |        |
| Rio Grande do Sul   | São José dos Ausentes   | 1 181,82     | 28° 44' S | 50° 03' W |        |
| Rondônia            | Vilhena                 | 604,50       | 12° 44' S | 60° 08' W |        |
| Roraima             | Pacaraima               | 918,03       | 04° 28' N | 61° 08' W |        |
| Santa Catarina      | São Joaquim             | 1 353,45     | 28° 17' S | 49° 55' W |        |
| São Paulo           | Campos do Jordão        | 1 628,16     | 22° 43' S | 45° 34' W |        |
| Sergipe             | Carira                  | 368,80       | 10° 21' S | 37° 42' W |        |
| Tocantins           | Arraias                 | 712,63       | 12° 55' S | 46° 56' W |        |

## Observações
- No município amazonense de Santa Isabel do Rio Negro localiza-se o Pico da Neblina, ponto mais alto do Brasil, com 2993,78 m[2]
- A localidade mais alta de Minas Gerais é Monte Verde, a 1555 m de altitude, considerando-se a altitude da pista de pouso vizinha à área urbana[3]. Todavia, este é um distrito do município de Camanducaia, cuja altitude é de 1015 metros[4].
- A localidade mais alta do estado do Tocantins é o povoado Baliza, que fica localizado no município de Paranã.
- No estado do Piauí, as maiores altitudes são encontradas ao longo das chapadas do Tabatinga e das Mangabeiras, no extremo sul do estado. Nessas regiões as elevações podem chegar até 900 metros acima do nível do mar, contudo, tais regiões não abrigam nenhuma sede municipal.[5]
- Apesar de Brasília ser apenas um único município do Distrito Federal e possuir quase 1.100 metros acima do nível do mar, a Região Administrativa de Ceilândia é a área urbana mais elevada do Distrito Federal e possui 1.285 m de altitude na sede do Bairro. O ponto mais elevado de Brasília assim como de todo o Distrito Federal fica no Noroeste desta Unidade Federativa, a 1.344 m numa área rural chamada por vários nomes como: Ponto Roncador, Chapada do Rodeador, Chapada Vendinha, onde encontra-se uma elevada torre de comunicação que serve todo o Distrito.